# Gabriel Axel
Gabriel Axel Mørch, född 18 april 1918 i Århus, död 9 februari 2014, var en dansk filmregissör, skådespelare, författare och filmproducent. Han är mest känd för filmen Babettes gästabud (1988), som fick en Oscar för bästa utländska film.
Axel föddes i Århus i Danmark, men tillbringade större delen av sin barndom i Frankrike. Han skulle senare återvända till Danmark för att studera skådespeleri på Danska Kungliga Teatern. Efter att ha tillbringat några år i Paris, där han bl.a. arbetade tillsammans med Louis Jouvet, koncentrerade Axel sig på teater-, tv- och filmregi i Danmark. 
Efter 16 långfilmer (inkl. Den röda kappan (1967), som han fick en Grand Prix de la Technique på Filmfestivalen i Cannes för), reste han ännu en gång till Frankrike, där han regisserade flera stora tv-projekt som gav honom många utmärkelser. 
1988 kröntes hans långa karriär med en Oscar för Babettes gästabud från året innan.